# 三國戰魂Online
《三國戰魂 Online》（初定名三國戰魂傳Online）是由大宇資訊在中國大陸的子公司北京軟星科技開發製作的一款多人在線角色扮演遊戲。該作是繼《夢幻星球Online》之後北京軟星開發的第二部線上遊戲，取材自東漢末三國初群雄爭霸的時代，玩家可以通過組建軍團的形式征戰並稱霸天下。該作在2010年4月8日首次於中國大陸公開，北京軟星科技將此遊戲製作小組獨立出來成立旗下100％持股子公司：北京巨輪網絡，並於2010年10月25日將該公司連同其開發之作品：三國戰魂Online一併出售給上海巨人網絡公司，由上海巨人網絡負責日後遊戲的開發、上市、更新作業。

## 外部連結
- 三国战魂官方网站